# Donn Reynolds
Stanley Beresford "Donn" Reynolds (26 de junho de 1921 – 16 de agosto de 1997) foi um compositor e cantor de música country canadense, mais conhecido por seu estilo iodelei. Muitas vezes referido como "King of the Yodelers" ("Rei dos Iodeleis"), Reynolds estabeleceu dois registros mundiais. Ele gravou 38 singles e seis álbuns ao longo de sua carreira que durou mais de 40 anos.

## Biografia

### Primeiros anos (1921–1936)

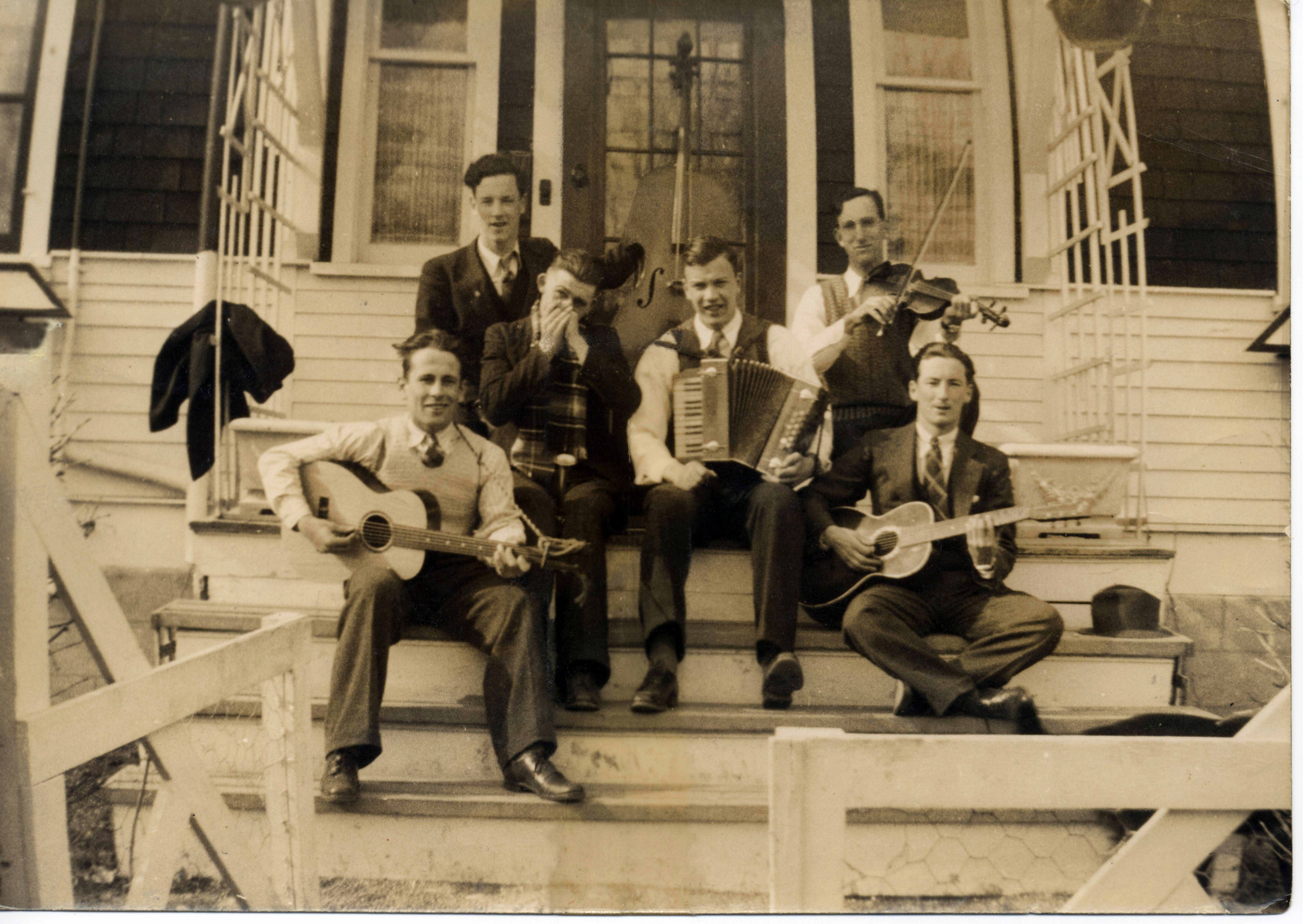
Donn (acima, esquerda) com a banda The Yodeling Ranger em 1937.

Donn Reynolds nasceu em St. Vital, Winnipeg, Manitoba, Canadá, em 26 de junho de 1921. Seus pais, William Reynolds e Ethel Smith, migraram da Inglaterra para o Canadá em 1907 após o casamento em 1905. Ele era o mais novo de três filhos, tendo como irmãs mais velhas Dora e Connie. Influenciado por Harry Hopkinson (também conhecido como Harry Torrani), um popular britânico durante a década de 1930, Reynolds aprendeu a cantar e tocar violão aos 10 anos de idade. Ele conquistou notoriedade local em 1936, conquistando um concurso de talentos patrocinado pela rádio local (CKY Winnipeg). Com 16 anos de idade, o mesmo formou uma banda que realizava shows em clubes e teatros locais como The Yodeling Ranger.

### Serviço militar (1937–1945)
Com o encorajamento de seu pai, Reynolds dirigiu-se à Colúmbia Britânica em 1937 para trabalhar como marinheiro no Canadian Pacific Railway Coast Service, a bordo de navios a vapor ao longo das costas ocidentais do Canadá e dos Estados Unidos. Viajando com seu violão, ele ganhou popularidade por entreter passageiros e a equipe com frequentes performances improvisadas a bordo de cada navio. Após a declaração de guerra do Canadá em 1939, Reynolds tornou-se um Marinheiro Mercante Canadense pela Canadian Pacific Steamships. Em 1941, ele se alistou na Força Aérea Real Canadense e foi designado para operações de resgate nas águas profundas das Ilhas Aleutianas no Pacífico Norte. Durante o serviço na FARC, os talentos vocais de Reynolds chamaram a atenção de oficiais, pois muitas vezes ouviram-lo cantar no navio. Eles facilitaram sua partição no Joe Boys, uma unidade de entretenimento militar canadense que viaja em todo o oeste do Canadá e no Alasca para as tropas canadense, americana, britânica e australiana, onde permaneceu até o final da campanha das Ilhas Aleutas em 1945.

### Austrália (1946–1948)

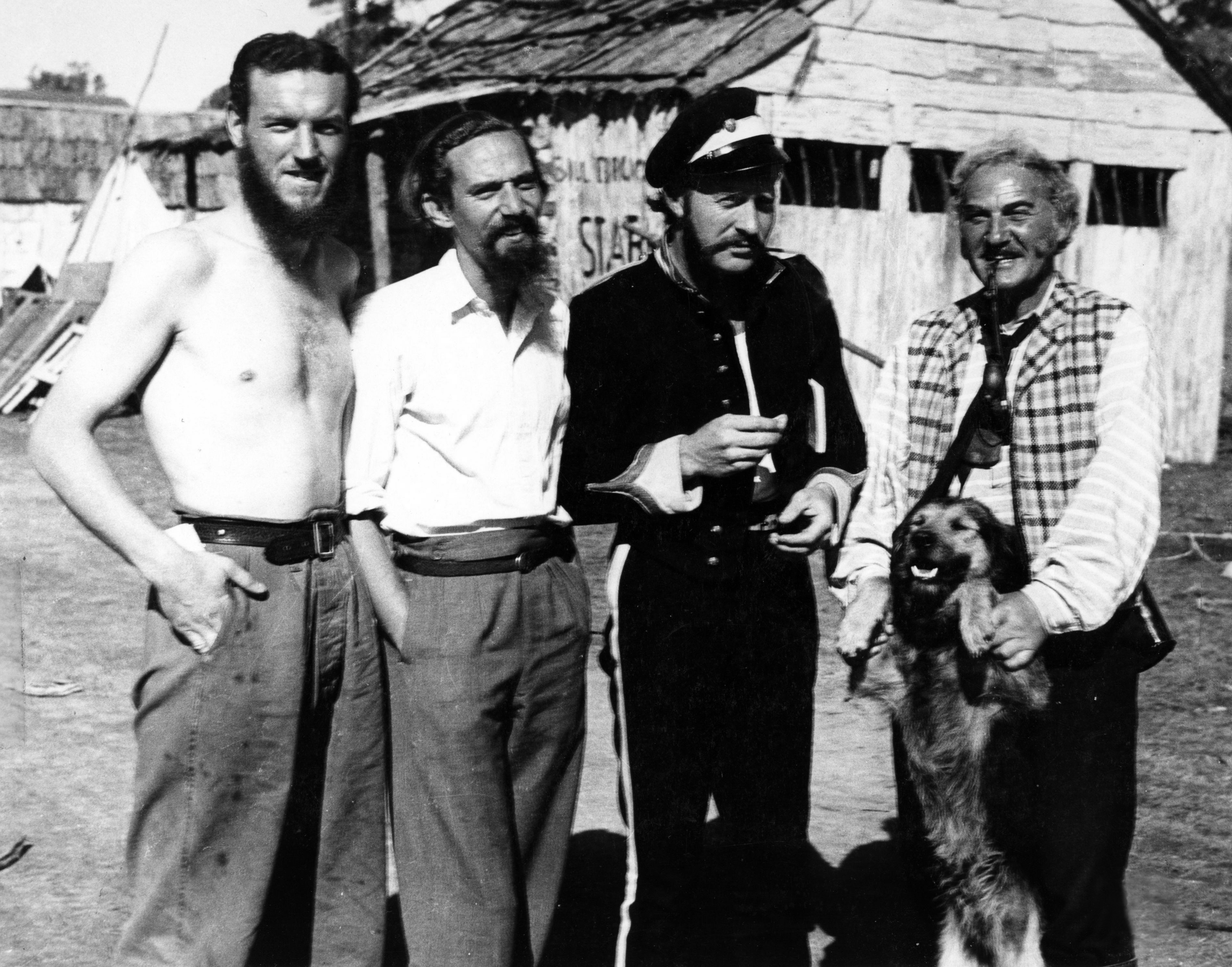
Reynolds juntamente com Peter Finch, Grant Taylor e Sid Hermann na gravação do filme Eureka Stockade, em 1948.

Ao completar o serviço militar, Reynolds mudou-se para a Nova Zelândia através de uma oferta para visitar o Circuito de Kerridge Odeon sob contrato com a RJ Kerridge. O sucesso da viagem estendeu-se para a Austrália no início de 1947, onde se juntou a Western Cinemas Limited em um show de variedades e sucessivamente estreou na rádio australiana 2FC, realizando semanalmente o programa Dude Ranch com Bob Dyer. Sua aparência nesse momento estava diferente: Ele deixou a barba crescer para um papel no filme australiano Eureka Stockade produzido pela Ealing Studios. No mesmo ano, Reynolds juntou-se ao Willard (Bill) Ferrier's Famous Hillbillies, juntamente com os jovens artistas australianos Johnny Ashcroft, Joy McKean, Dusty Rankin e Billy Blinkhorn. Seus shows foram os primeiros em Sydney a apresentar um formato de música estritamente country.
Ao lado dos pioneiros Tex Morton e Slim Dusty, Reynolds estava entre os mais populares artistas de gravação de música country da Austrália, lançando várias canções em 1947 pelas gravadoras Australian Columbia Graphophone Company e Regal Zonophone. Ganhando popularidade em todo o país, ele se tornou conhecido como "Cowboy Iodelei do Canadá" e regularmente exibido em rádios nacionais, como a Cavalcade junto à Jack Davey, National Fair, Malvern Star Show e RAAF Digger Sessions. Ele ganhou dinheiro cantando em teatros e salões na cidade de Nova Gales do Sul, onde as pessoas o ouviram no rádio e ele praticou do Goldwyn Brothers Circus. Em outubro de 1948, Reynolds tornou-se a voz icônica da empresa Peters Ice Cream como "Cowboy Cantor do Peter". Sua assinatura de cinco tons eodel conquistou o reconhecimento no programa regular na rádio Peters Pals.

### Estados Unidos (1949–1958)
Com vontade de ampliar sua recente popularidade para a América, Reynolds partiu para Hollywood em 1949, lançando "Red Barn Roundup" junto com Dusty Ellison em Avalon Ballroom, Los Angeles. Seu primeiro single americano, "Texas Yodel", foi considerado "assunto da semana" pela revista Cash Box em 2 de julho de 1949, provocando aparições em todos os teatros de vaudeville e salões de dança da Califórnia. Uma versão foi gravada por Wesley Tuttle e lançada pela Capitol Records no final desse mesmo ano.
Com a formação da banda Donn Reynolds & his Westerners em 1950, o mesmo visitou o sudoeste dos Estados Unidos, chamando atenção ao ganhar o World Open Yodelers Contest em 1 de setembro de 1950 (premiado por Wilf Carter na Pacific National Exhibition, em Vancouver) e mais tarde o US National Yodeling Championship em 1956 (concedido por Connie B. Gay em Washington). Durante uma tendência em que as gravadoras americanas de R&B se expandiam para a música country, Reynolds assinou com a Specialty Records de Art Rupe, em janeiro de 1952. Foram realizadas sessões de gravação em John Keating Studios em Seattle, que permaneceram inéditas até aparecerem na compilação Portrait of a Yodeler de 2013. Mais tarde naquele verão, Reynolds fez parceria com o líder da banda Western, Eddie Cletro, gravando vários singles para a Lariat Records no renomado estúdio Radio Recorders, em Hollywood. 
De 1950 até o final de 1956, ele percorreu os Estados Unidos trabalhando em radiodifusão enquanto aparecia regularmente no palco e na televisão em todo o país. Entre as aparições incluíssem no Louisiana Hayride, WLS National Barn Dance, WWVA Jamboree, KRLD Big D Jamboree, Hollywood Theatre, WSAZ Saturday Night Jamboree, a canção "Two for The Money" com Herb Shriner e seu próprio programa de TV, The TV Rangers, na WGAL-TV. Em 1956, Reynolds instalou-se em Cumberland, Maryland. Ele abriu uma loja, The Record Corral, de discos locais, especializada em música country e espiritual.

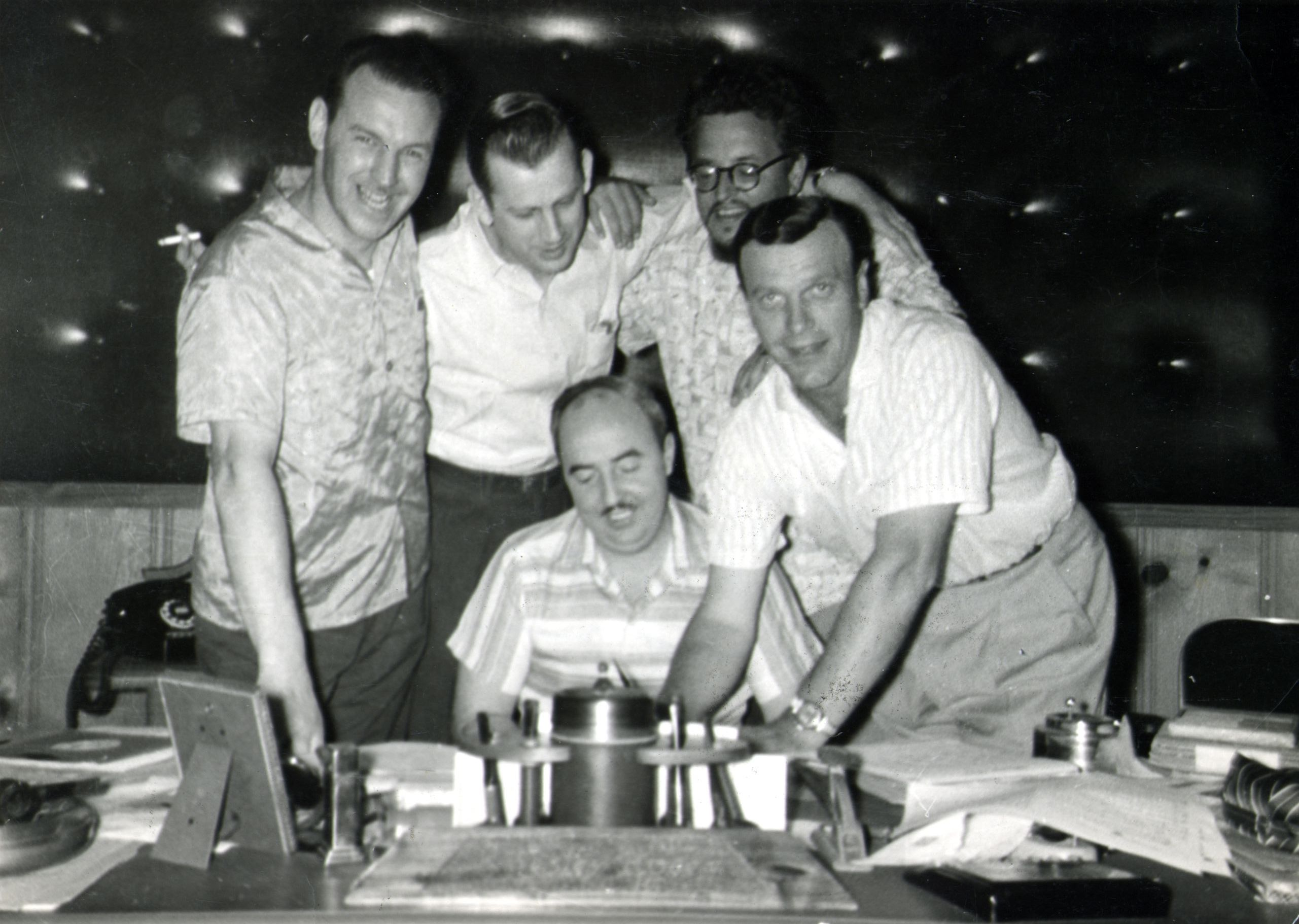
Reynolds com George Morgan, Wesley Rose, Boudleaux Bryant e Eddy Arnold no estúdio da RCA em 1957.

No final de 1956, Reynolds viajou para o Reino Unido, sendo um dos primeiros artistas a gravar no Lansdowne Studios de Londres com o produtor britânico Denis Preston. Doze canções foram gravadas para a EMI sob experiência em engenharia de Joe Meek, apresentando importantes músicos de apoio, como Jack Fallon (baixo), Danny Levan (violino), Sandy Brown (clarinete) e Al Fairweather (trompete). Outras aparições no Reino Unido incluem os programas Bid for Fame, Fancy Free, In Town Tonight, Six Five Special, Radio Luxembourg com Gerry Wilmot e o papel principal como Davy Crockett no musical irlandês The Aventuras de Davy Crockett.
Preston ficou impressionado com o talento de Reynolds e aceitou organizar um acordo de registro com conexões através da MGM Records. Menos de um ano após a chegada ao Reino Unido, o mesmo retornou aos EUA em 1957 para sessões de gravação no RCA McGavock Studio, de Nashville, sob direção de Wesley Rose. Acompanhado por Chet Atkins no violão, Moon Mullican no piano e o cantor Elvis da The Jordanaires, os singles "Rose of Ol 'Pawnee", "Bella Belinda", "All Alone" e "Blue Eyes Crying in the Rain" foram lançados pela MGM. Os singles foram bem recebidos pela Cash Box e Billboard, enquanto eram promovidos através de rádio e turnês, que era apresentada no The Milt Grant Show (WTTG-TV) e Buddy Deane's Bandstand (WJZ-TV) em dezembro de 1957.

### Europa (1959–1961)

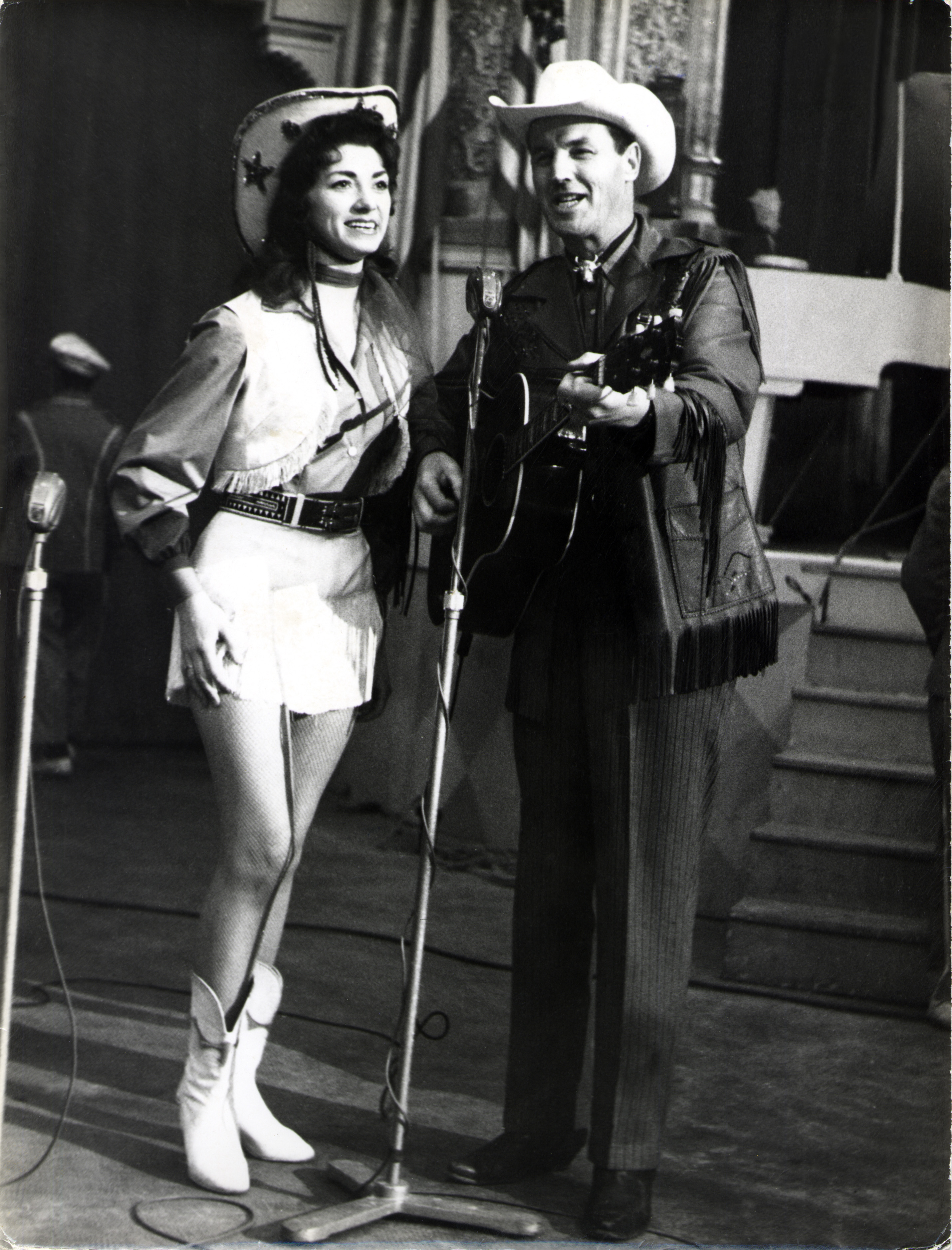
Reynolds com Cindy no El Circo Price, em Madrid (1960).

Após o lançamento de suas primeiras gravações pela gravadora Pye Nixa, ele retornou ao Reino Unido em 1959 embarcando em uma turnê europeia pela Inglaterra, Suécia, Alemanha, Marrocos e Espanha apresentando performances no Bavarian Grand Ole Opry, Liseberg, Circo Sarrasani, El Circo De Madrid e Victoria Palace Theatre. Um EP, The Donn Reynolds Song Bag, com quatro gravações, foi lançado no Reino Unido pela Pye Records, seguido de quatro gravações lançadas como singles na Dinamarca pela Metronome Records, coincidindo com as datas de sua turnê. Em março de 1960, Reynolds assinou com a Rank Records Ltd. para gravar seu primeiro LP. As sessões de gravação começaram em maio com o engenheiro de som John Timperley, no Olympic Studios, com a primeira mesa de controle transistorizada da indústria, construída por Dick Swettenham. Pouco depois, o colapso da Rank Records Ltd. impediu o lançamento do álbum com todo o material gravado sendo posteriormente transferido para Reynolds. 
Durante uma apresentação em Mildenhall, Suffolk, Inglaterra, ele conheceu Audrey Williams, do trio britânico The Three Skylarks. Eles se casaram em 17 de setembro de 1960, em Poulton-le-Fylde, após que Audrey mudou seu nome para Cindy Reynolds em resposta à confusão de mídia com outra famosa, Audrey Williams (esposa de Hank Williams). Cindy depois se separou da The Three Skylarks para viajar com Reynolds, combinando talentos vocais em performances duplas durante o resto de sua turnê europeia. O que seria uma turnê de lua de mel de duas semanas na Espanha, na verdade, durou seis meses, enquanto o público espanhol ficou entusiasmado com suas performances e convenceram os noivos à permanecerem por vários meses.

### Canadá (1962–1969)

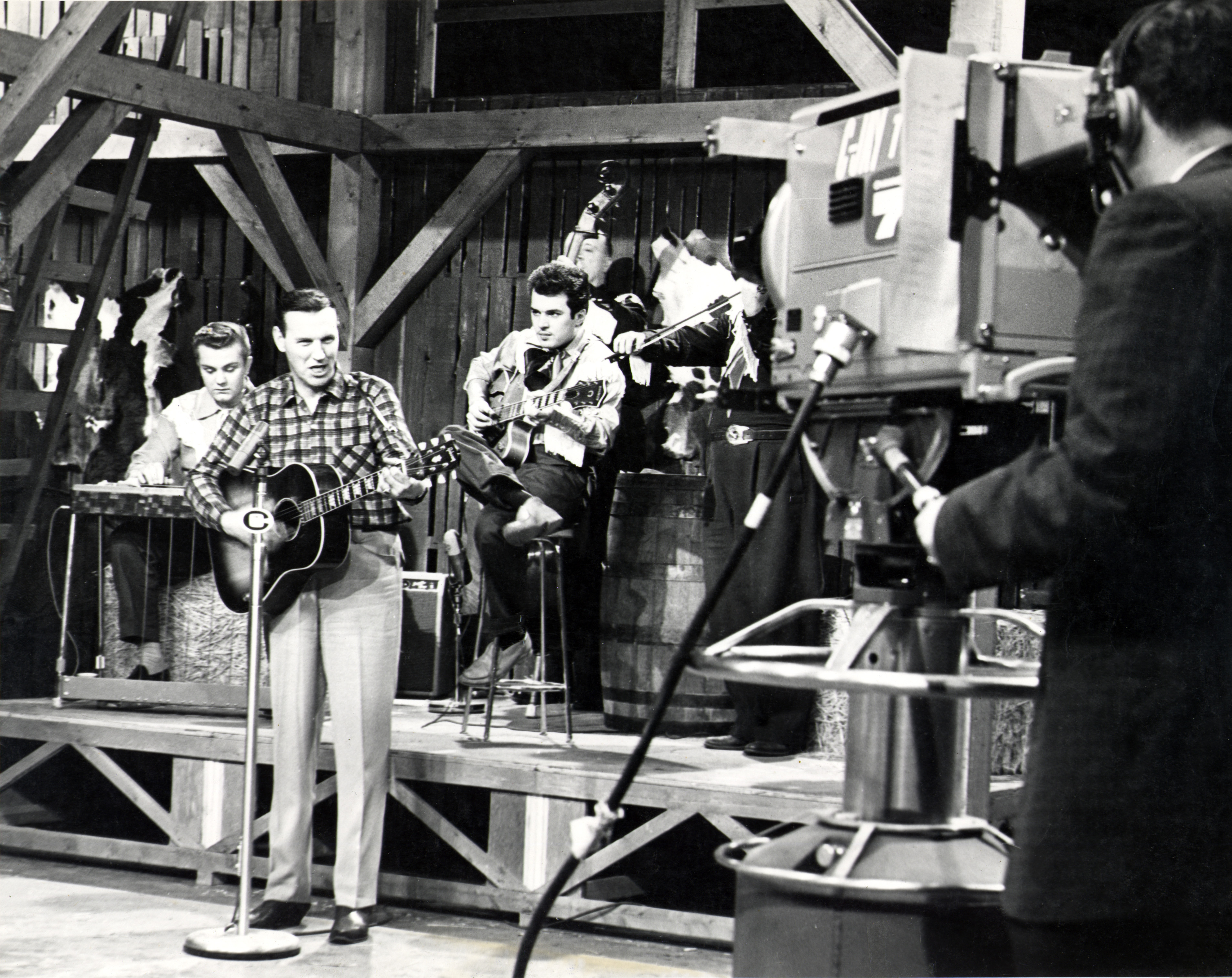
Reynolds em 1962 no programa Cross Canada Barndance.

Em outubro de 1961, ambos voltaram para o local onde ele nasceu, Winnipeg, juntando-se ao lançamento de programas de TV nacionais: Cross Canada Barndance (CTV) e Red River Jamboree (CBC). As aparições na televisão aumentaram o interesse nele em torno da indústria de música canadense e desencadeou o lançamento bem-sucedido do LP The Wild One pela gravadora Banff da Rodeo Records, em 1962. O álbum recebeu avaliações bastante positivas produzindo dois singles: "No One Will Ever Know" (alcançando o número 10 em 30 de junho de 1962) e "The Parting" com airplay moderado em todo o país. Na primavera de 1963, a atração de público maior e a oportunidade atraíram o casal para Toronto, Ontário, onde eles desenvolveram duetos durante vários anos em toda a província. Suas exibições apresentaram uma variedade de hits populares e pops, conquistando atenção local significativa e elogios de fãs e mídia. Trabalhando com Lloyd Cooper, do Country Hoedown da CBC, lançou o dueto "Donn & Cindy" pela London Records e Sparton Records. O casal deu à luz seu primeiro filho, Gary, em 1964, enquanto a demanda por suas presenças os mantinha na estrada por semanas. 
Reynolds voltou às paradas de música country em 1965 com o single solo "Afraid" (alcançando o primeiro lugar em 22 de fevereiro de 1965), seguido de seu segundo álbum solo The Blue Canadian Rockies que contém os singles "She Taught Me How To Yodel"(alcançando o nº 2 em 12 de abril), e "Lorelei" (alcançando o 4º lugar em 29 de novembro). Em 1967, o mesmo lançou seu terceiro álbum solo, Springtime in the Rockies, contendo o single "Shut the Door" (36ª colocação em 1 de junho de 1968). Através da crescente popularidade das aparições solo e dupla, veio uma oferta de turnê e gravação em Bermudas, levando o casal a viajar para o país insular em 1969. Infelizmente para Reynolds, as obrigações contratuais com a Arc Records o proibiram de gravar o dueto com Cindy e as sessões do estúdio foram canceladas.  O casal mudou-se para Brampton em 1969, onde Cindy deu à luz seu 2º filho, Scott, em 1971, retirando-se da indústria do entretenimento para prosseguir uma carreira de marketing bem sucedida.

### Recordes mundiais (1970–1985)

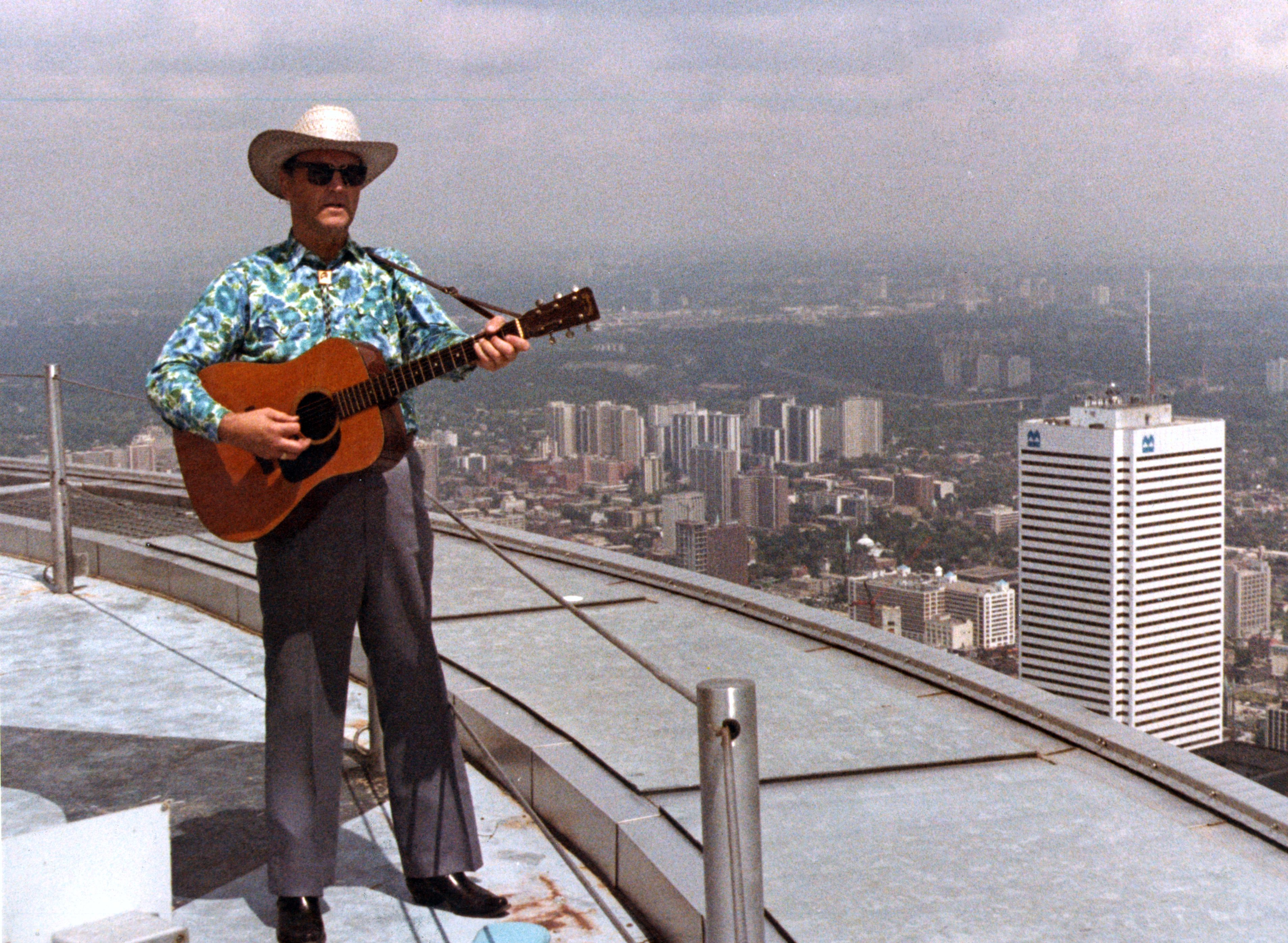
Reynolds atuando no topo da Torre CN em 1980.

Ao longo da década de 1970, Reynolds manteve uma carreira solo saudável, incluindo apresentações nos programas Country Hoedown (CBC), Country Music Hall (CTV), o Don Messer's Jubilee (CBC) e lançou seu quarto álbum, Songs of the West, em 1974. A notoriedade nacional preparou o caminho para um dos momentos decisivos da sua carreira, que aconteceu em 27 de novembro de 1976, quando estabeleceu um recorde mundial, um iodeli de 7 horas e 29 minutos de duração. A realização desencadeou uma onda de atenção da mídia canadense, incluindo uma aparição no Take 30 (CBC) que fez com que ele cantasse em cima da Torre CN, The Bob McLean Show (CBC) e concertos com Claude King em Nova Iorque. A persistência no destaque nacional inspirou Reynolds a lançar seu quinto álbum King of the Yodelers, pela Quality Records em 1979. 
A dedicação a promover a arte do iodeli deu a Reynolds seu segundo recorde mundial no Guinness Book of Records em 25 de julho de 1984, quando se tornou o mais rápido do mundo, alcançando 5 tons (3 falsetes) em 1,9 segundos. A atuação foi gravada pelo programa canadense Pizazz! (Global) e apresentado em Ripley's Believe It or Not! retratando-o em um desenho animado. Reynolds mais uma vez encontrou-se em meio a uma agitação da mídia, incluindo aparições no Tommy Hunter, Alan Thicke, Claim to Fame (CTV), Daytime Challenge (CBC), Canadá AM (CTV), That's Life (Global), Tempo Ontario (CKCO), apresentações com Claude King em Brampton e com Ronnie Hawkins para o Toronto Musician's Association. 

### Últimos anos (1986–1997)
No final dos anos 80, a demanda por Reynolds diminuiu com a falta de exposição nacional e material novo. Ele lutou em meio a uma indústria de música country progredindo em direção a um som mais moderno, pois os promotores ofereceram-lhe menos trabalho e maior relutância por seu agora ultrapassado talento. O fim da fama mundial diminuiu a popularidade local, embora histórias de caráter e entrevistas continuem a circular em publicações nacionais, incluindo International Musician, Canadian Composer, Close Up, Country Music News e Maclean.
Em 1987, ele assinou com a RCA Records, lançando uma coletânea musical com suas músicas mais populares, intitulado Donn Reynolds – King of the Yodelers.  O álbum foi promovido através de apresentações em todo o sul de Ontário e no nordeste dos Estados Unidos, incluindo o Jubileu dos Apalaches na Pensilvânia, Malton Festival e CKGL Summerfest Jamboree em Kitchener. Entre as aparências profissionais mais recentes, o mesmo frequentemente estrelou na Feira Real de Inverno da Exposição Nacional Canadense, em Toronto, juntamente com apresentações anuais no Festival Musical de Toronto e no Hall da Fama da Música Country Canadense . 
Em abril de 1990, Reynolds tornou-se membro da Ordem Maçônica (nº 689), proporcionando maior oportunidade de servir as instituições de caridade de crianças que ele apaixonadamente apoiou ao longo de sua carreira. Um breve retorno aos holofotes ocorreu em 25 de junho de 1990 no programa Record Breakers, da BBC, quando o mesmo bateu seu recorde mundial anterior de iodel mais rápido, alcançando 5 tons (3 falsetes) em 0,93 segundos. A façanha foi posteriormente retransmitida em 19 de outubro.
À medida que as questões de saúde começaram a limitar sua capacidade de viajar, Reynolds instalou-se em em Brampton, Ontário, com Cindy e seus três filhos, enquanto continuou trabalhando com instituições de caridade para crianças. Um documentário que destacou vários desempenhos e realizações dele foi inserido no Hall da Fama de Música Country em Nashville, Tennessee, enquanto várias gravações de áudio foram inscritas na Biblioteca e Arquivos do Canadá. Ele morreu em Toronto em 16 de agosto de 1997 após complicações de Alzheimer e foi enterrado no Cemitério Meadowvale em Brampton. Em 1998, o Donn Reynolds Parkette, em Brampton, foi nomeado em sua homenagem. Em 2002, o mesmo foi homenageado com o Canada Barn Dance Pioneer Award.

## Discografia

### Álbuns
| Ano  | Álbum                      | Gravadora | Catálogo  |
| ---- | -------------------------- | --------- | --------- |
| 1959 | The Donn Reynolds Song Bag | Pye Nixa  | NEP 24098 |
| 1962 | The Wild One               | Banff     | RBS 1178  |
| 1965 | The Blue Canadian Rockies  | Arc       | AS673     |
| 1967 | Springtime in the Rockies  | Arc       | AS767     |
| 1974 | Songs of the West          | Marathon  | MMS-76060 |
| 1979 | King of the Yodelers       | Quality   | GS-1992   |
| 1987 | Donn Reynolds              | RCA       | CK-5004   |
| 2013 | Portrait of a Yodeler      | BACM      | CD D 422  |

### Singles
| Ano  | Single                     | Gravadora       | Catálogo  |
| ---- | -------------------------- | --------------- | --------- |
| 1947 | "Old Bush Shanty of Mine"  | Regal Zonophone | G 25160   |
| 1947 | "The Ring My Mother Wore"  | Regal Zonophone | G 25161   |
| 1947 | "Salt Bush Sue"            | Regal Zonophone | G 25162   |
| 1949 | "Texas Yodel"              | Selective       | S-1X      |
| 1950 | "If I'd Only See'd You"    | Aragon          | AR181     |
| 1952 | "I Tell Myself A Lie"      | Bullet          | 751       |
| 1952 | "The Night-In-Gale Song"   | Lariat          | 1107      |
| 1952 | "Don't Talk About Me"      | Lariat          | 1108      |
| 1952 | "Texas Yodel"              | Lariat          | 1109      |
| 1955 | "Don't Tell Me"            | Blue Hen        | BH-207    |
| 1957 | "Rose of Ol' Pawnee"       | MGM             | K12512    |
| 1957 | "Bella Belinda"            | MGM             | K12573    |
| 1957 | "Hasta Luego"              | HMV             | POP 314   |
| 1958 | "Swing Low, Sweet Chariot" | Pye Nixa        | N.15122   |
| 1959 | "Swing Low, Sweet Chariot" | Metronome       | B 1341    |
| 1959 | "T. B. Blues"              | Metronome       | B 1366    |
| 1961 | "The Parting"              | W&G             | WG-S-1341 |
| 1962 | "The Parting"              | Citadel         | CT3141    |
| 1962 | "No One Will Ever Know"    | Citadel         | CT3149    |
| 1963 | "Rose of Ol' Pawnee"       | Quality         | 1578X     |
| 1963 | "Mountain Laurel"          | London          | M.17303   |
| 1963 | "Texas Yodel"              | London          | M.17306   |
| 1965 | "Afraid"                   | Sparton         | 4-1315    |
| 1965 | "Wedding Bells"            | Sparton         | 4-1332    |
| 1965 | "Lorelei"                  | Arc             | A1114     |
| 1968 | "Shut The Door"            | Arc             | A1208     |
| 1971 | "Texas Yodel"              | W&G             | WG-S-8311 |
| 1974 | "Texas Yodel"              | Marathon        | 45-1131   |